# Sándor Garbai

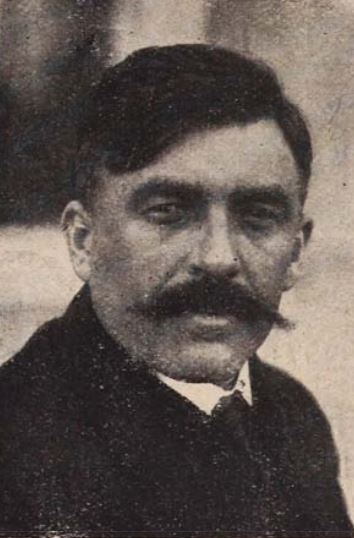
Sándor Garbai

Sándor Garbai (Kiskunhalas, 27 maart 1879 - Parijs, 7 november 1947) was een Hongaars socialistisch politicus en kortstondig Hongaars premier en president tijdens de Hongaarse Radenrepubliek.

## Politieke loopbaan
In maart 1919 kwam Garbai aan de macht als Hongaars premier en president door een samenwerkingsverband met de communisten. Zijn regering riep Hongarije uit tot radenrepubliek. Hoewel hij het titulaire hoofd was van de Hongaarse Radenrepubliek, had hij weinig eigenlijke macht of invloed. De eigenlijke leider van het land was de communistische minister van Buitenlandse Zaken Béla Kun.